# Žan-Pjer Sovaž
Žan-Pjer Sovaž (rođen 21. oktobra 1944) francuski je koordinacioni hemičar, koji radi na Univerzitetu u Strazburu. On je specijalizovan u polju supramolekularne hemije. Za svoj doprinos polju je nagrađen Nobelovom nagradom za hemiju 2016. godine, zajedno sa Frejzerom Stodartom i Benom Feringom.

## Spoljašnje veze
- A Chem Soc Rev themed issue dedicated to Professor Jean-Pierre Sauvage on the occasion of his 65th birthday. Includes The master of Chemical Topology, an editorial by Professor J Fraser Stoddart about the life and work of Professor Sauvage